# Пальмер, Карл-Эрик
Карл-Э́рик (Ка́лле) Пальме́р (швед. Karl-Erik "Calle" Palmér; 17 апреля 1929, Мальмё — 2 февраля 2015) — шведский футболист, полузащитник, бронзовый призёр чемпионата мира 1950 года в составе сборной Швеции.

## Карьера

### Клубная
Дебютировал в шведском чемпионате в 1948 году в составе клуба «Мальмё». Через три года переехал в Италию. С 1951 по 1958 гг. выступал за «Леньяно». Затем год играл за «Ювентус», после чего опять вернулся в «Мальмё», где и завершил футбольную карьеру.

### В сборной
В составе сборной Пальмер играл всего два года. За это время он успел принять участие в чемпионате мира 1950 года, где сборная Швеции стала третьей. Провёл на турнире 5 матчей, забил 3 гола. Позже участвовал в Чемпионате Скандинавии. Завершил карьеру в сборной товарищеским матчем против Швейцарии в ноябре того же года.
| Матчи и голы Калле Пальмера за сборную Швеции | Матчи и голы Калле Пальмера за сборную Швеции | Матчи и голы Калле Пальмера за сборную Швеции | Матчи и голы Калле Пальмера за сборную Швеции | Матчи и голы Калле Пальмера за сборную Швеции | Матчи и голы Калле Пальмера за сборную Швеции | Матчи и голы Калле Пальмера за сборную Швеции |
| --------------------------------------------- | --------------------------------------------- | --------------------------------------------- | --------------------------------------------- | --------------------------------------------- | --------------------------------------------- | --------------------------------------------- |
| №                                             | Дата                                          | Место проведения                              | Соперник                                      | Счёт                                          | Голы                                          | Турнир                                        |
| 1                                             | 2 октября 1949                                | Мальмё, Швеция                                | Финляндия                                     | 8:1                                           | 1                                             | Чемпионат Скандинавии 1948-51                 |
| 2                                             | 23 октября 1949                               | Копенгаген, Дания                             | Дания                                         | 2:3                                           | -                                             | Чемпионат Скандинавии 1948-51                 |
| 3                                             | 13 ноября 1949                                | Дублин, Ирландия                              | Ирландия                                      | 3:1                                           | 3                                             | Отбор к ЧМ-1950                               |
| 4                                             | 20 ноября 1949                                | Будапешт, Венгрия                             | Венгрия                                       | 0:5                                           | -                                             | Товарищеский матч                             |
| 5                                             | 8 июня 1950                                   | Стокгольм, Швеция                             | Нидерланды                                    | 4:1                                           | 1                                             | Товарищеский матч                             |
| 6                                             | 25 июня 1950                                  | Сан-Паулу, Бразилия                           | Италия                                        | 3:2                                           | -                                             | Чемпионат мира 1950                           |
| 7                                             | 29 июня 1950                                  | Куритиба, Бразилия                            | Парагвай                                      | 2:2                                           | 1                                             | Чемпионат мира 1950                           |
| 8                                             | 9 июля 1950                                   | Рио-де-Жанейро, Бразилия                      | Бразилия                                      | 1:7                                           | -                                             | Чемпионат мира 1950                           |
| 9                                             | 13 июля 1950                                  | Сан-Паулу, Бразилия                           | Уругвай                                       | 2:3                                           | 1                                             | Чемпионат мира 1950                           |
| 10                                            | 16 июля 1950                                  | Сан-Паулу, Бразилия                           | Испания                                       | 3:1                                           | 1                                             | Чемпионат мира 1950                           |
| 11                                            | 3 сентября 1950                               | Стокгольм, Швеция                             | Югославия                                     | 1:2                                           | -                                             | Товарищеский матч                             |
| 12                                            | 24 сентября 1950                              | Осло, Норвегия                                | Норвегия                                      | 3:1                                           | 1                                             | Чемпионат Скандинавии 1948-51                 |
| 13                                            | 15 октября 1950                               | Стокгольм, Швеция                             | Дания                                         | 4:0                                           | -                                             | Чемпионат Скандинавии 1948-51                 |
| 14                                            | 12 ноября 1950                                | Женева, Швейцария                             | Швейцария                                     | 2:4                                           | 1                                             | Товарищеский матч                             |

Итого: 14 матчей / 10 голов; 7 побед, 1 ничья, 6 поражений.